# Швейцария на летних Олимпийских играх 2024

## Медали
| Медаль  | Спортсмен(ы)              | Вид спорта           | Дисциплина                            | Дата      |
| ------- | ------------------------- | -------------------- | ------------------------------------- | --------- |
| Золото  | Кьяра Леоне               | Стрельба             | Винтовка из трёх положений, 50 метров | 2 августа |
| Серебро | Жюли Деррон               | Триатлон             | Личные соревнования                   | 31 июля   |
| Серебро | Стив Герда                | Конный спорт         | Личный конкур                         | 6 августа |
| Бронза  | Одри Гонья                | Стрельба             | Пневматическая винтовка, 10 метров    | 29 июля   |
| Бронза  | Роман Митюков             | Плавание             | 200 метров на спине                   | 1 августа |
| Бронза  | Роман Рёёсли Андрин Гулих | Академическая гребля | Двойки распашные                      | 2 августа |
| Бронза  | Зоэ Классенс              | Велоспорт            | BMX-гонки                             | 2 августа |
| Бронза  | Таня Хюберли Нина Бруннер | Пляжный волейбол     | Женский турнир                        | 9 августа |

| Вид спорта           | 1 | 2 | 3 | Всего |
| Стрельба             | 1 | 0 | 1 | 2     |
| Конный спорт         | 0 | 1 | 0 | 1     |
| Триатлон             | 0 | 1 | 0 | 1     |
| Академическая гребля | 0 | 0 | 1 | 1     |
| Велоспорт            | 0 | 0 | 1 | 1     |
| Плавание             | 0 | 0 | 1 | 1     |
| Пляжный волейбол     | 0 | 0 | 1 | 1     |
| Всего                | 1 | 2 | 5 | 8     |

| Медали по датам | Медали по датам | Медали по датам | Медали по датам | Медали по датам | Медали по датам |
| --------------- | --------------- | --------------- | --------------- | --------------- | --------------- |
| Дата            | 1               | 2               | 3               |                 |                 |
| 29 июля         | 0               | 0               | 1               | 1               |                 |
| 31 июля         | 0               | 1               | 0               | 1               |                 |
| 1 августа       | 0               | 0               | 1               | 1               |                 |
| 2 августа       | 1               | 0               | 2               | 3               |                 |
| 6 августа       | 0               | 1               | 0               | 1               |                 |
| 9 августа       | 0               | 0               | 1               | 1               |                 |
| Всего           | 1               | 2               | 5               | 8               |                 |

| Медали по полу | Медали по полу | Медали по полу | Медали по полу | Медали по полу |
| -------------- | -------------- | -------------- | -------------- | -------------- |
| Пол            | 1              | 2              | 3              | Всего          |
| Мужчины        | 0              | 1              | 2              | 3              |
| Женщины        | 1              | 1              | 3              | 5              |
| Микст          | 0              | 0              | 0              | 0              |
| Всего          | 1              | 2              | 5              | 8              |

## Квалификация
| № п/п | Вид спорта                  | Мужчины        | Мужчины                | Женщины        | Женщины                | Всего          | Всего                  |
| № п/п | Вид спорта                  | Завоевано квот | Количество спортсменов | Завоевано квот | Количество спортсменов | Завоевано квот | Количество спортсменов |
| ----- | --------------------------- | -------------- | ---------------------- | -------------- | ---------------------- | -------------- | ---------------------- |
| 1     | Академическая гребля        | 4              | 12                     | 2              | 5                      | 6              | 17                     |
| 2     | Бадминтон                   | 1              | 1                      | 1              | 1                      | 2              | 2                      |
| 3     | Велоспорт                   | 9              | 8                      | 12             | 11                     | 21             | 19                     |
| 4     | Спортивная гимнастика       | 5              | 5                      | 1              | 1                      | 6              | 6                      |
| 5     | Гольф                       | 1              | 1                      | 2              | 2                      | 3              | 3                      |
| 6     | Гребля на байдарках и каноэ | 2              | 1                      | 3              | 1                      | 5              | 2                      |
| 7     | Дзюдо                       | 2              | 2                      | 1              | 1                      | 3              | 3                      |
| 8     | Конный спорт                | 5              | 6                      | 2              | 2                      | 9              | 8                      |
| 9     | Лёгкая атлетика             | 10             | 11                     | 17             | 18                     | 28             | 29                     |
| 10    | Парусный спорт              | 2              | 4                      | 2              | 3                      | 5              | 7                      |
| 11    | Плавание                    | 11             | 7                      | 2              | 1                      | 13             | 8                      |
| 12    | Пляжный волейбол            |                |                        | 2              | 4                      | 2              | 4                      |
| 13    | Современное пятиборье       | 1              | 1                      | 1              | 1                      | 2              | 2                      |
| 14    | Спортивное скалолазание     | 1              | 1                      |                |                        | 1              | 1                      |
| 15    | Стрельба                    | 2              | 2                      | 4              | 3                      | 6              | 5                      |
| 16    | Теннис                      | 1              | 1                      | 1              | 1                      | 2              | 2                      |
| 17    | Триатлон                    | 2              | 3                      | 2              | 2                      | 4              | 5                      |
| 18    | Фехтование                  | 1              | 1                      | 1              | 1                      | 2              | 2                      |
|       | ИТОГО                       | 60             | 67                     | 56             | 58                     | 120            | 125                    |

## Состав команды
Академическая гребля
1. Роман Рёёсли[англ.]
2. Андрин Гулих[англ.]
3. Ян Шобле[англ.]
4. Рафаэль Ахумада[англ.]
5. Йоэль Шюрх[англ.]
6. Тим Рот[англ.]
7. Патрик Брюннер[англ.]
8. Кай Шецле[англ.]
9. Доминик Кондро[англ.]
10. Иан Йохан Плок[англ.]
11. Скотт Барлошер[англ.]
12. Морен Ланг[англ.]
13. Аурелия-Максима Янцен[англ.]
14. Фабьян Швайцер[англ.]
15. Лиза Лётшер[англ.]
16. Паскаль Валькер[англ.]
17. Селия Дюрпе[англ.]

 Бадминтон
1. Тобиас Кюнци[англ.]
2. Дженжира Штадельманн[англ.]

Велоспорт
 Шоссейный велоспорт
1. Марк Хирши
2. Штефан Кюнг
3. Стефан Биссеггер
4. Элиc Чаббей[англ.]
5. Ноэми Рюэгг[англ.]
6. Линда Дзанетти[англ.]
7. Елена Хартман[англ.]

 Трековый велоспорт
1. Алекс Фогель[англ.]
2. Мишель Андрес[англ.]
3. Алине Зайтц[англ.]

 Маунтинбайк
1. Матиас Флюкигер[англ.]
2. Нино Шуртер
3. Алессандра Келлер[англ.]
4. Зина Фрай[англ.]

 BMX-фристайл
1. Никита Дукарроз[англ.]

 BMX
1. Седрик Бутти[англ.]
2. Симон Маркварт[англ.]
3. Зоэ Классенс[англ.]
4. Надин Эберхард[англ.]

Гимнастика
 Спортивная гимнастика
1. Маттео Джубеллини[англ.]
2. Лука Джубеллини[англ.]
3. Флориан Лангенеггер[англ.]
4. Ноэ Зайферт[англ.]
5. Таха Серхани[англ.]
6. Лена Бикель[англ.]

 Гольф
1. Жоэль Гиррбах[англ.]
2. Албане Валенсуэла[англ.]
3. Морган Метро[англ.]

Гребля на байдарках и каноэ
 Гребной слалом
1. Мартен Дугу[англ.]
2. Алена Маркс[англ.]

 Дзюдо
1. Нильс Штумп
2. Даниэль Эйх
3. Бинта Ндиайе[англ.]

 Конный спорт
1. Феликс Фогг[англ.]
2. Робин Годель[англ.]
3. Стив Герда
4. Пиус Швицер
5. Мартин Фукс[англ.]
6. Эдуар Шмитц[англ.]
7. Андрина Сутер[англ.]
8. Мелоди Йохнер[англ.]

 Лёгкая атлетика
1. Тимоте Мументалер[англ.]
2. Уильям Рийс[англ.]
3. Феликс Свенссон[англ.]
4. Лионель Шпитц[англ.]
5. Йонас Ресс[англ.]
6. Джейсон Джозеф
7. Жюльен Бонвен[англ.]
8. Тадессе Абрахам
9. Маттиас Кибурц[англ.]
10. Шарль Деванте[англ.]
11. Симон Эхаммер[англ.]
12. Жеральдин Фрей[англ.]
13. Саломе Кора[англ.]
14. Муджинга Камбунджи
15. Леони Пуанте[англ.]
16. Одри Верро[англ.]
17. Рашель Пелло[англ.]
18. Валентина Розамилия[англ.]
19. Дитаджи Камбунджи
20. Ясмин Гигер[англ.]
21. Фабьен Шлюмпф[англ.]
22. Хелен Бекеле Тола[англ.]
23. Сара Атшо-Жакье[англ.]
24. Джулия Сенн[англ.]
25. Юлия Нидербергер[англ.]
26. Аннина Фар[англ.]
27. Ангелика Мозер
28. Паскаль Штёклин[англ.]
29. Анник Келин[англ.]

 Парусный спорт
1. Элия Коломбо[англ.]
2. Себастьян Шнайтер[англ.]
3. Арно де Планта[англ.]
4. Ив Мермод[англ.]
5. Елена Ленгвилер[англ.]
6. Мод Жайе[англ.]
7. Майя Зигенталер[англ.]

 Плавание
1. Антонио Дьякович
2. Роман Митюков
3. Тьерри Боллен[англ.]
4. Ноэ Понти
5. Жереми Депланш
6. Нильс Лисс[англ.]
7. Тьягу Бехар[англ.]
8. Лиза Мамье

 Пляжный волейбол
1. Таня Хюберли
2. Нина Бруннер
3. Эсме Бёбнер[англ.]
4. Зоэ Верже-Депре[англ.]

 Современное пятиборье
1. Александр Далленбах[англ.]
2. Анна Юрт[англ.]

 Спортивное скалолазание
1. Саша Леманн

 Стрельба
1. Кристоф Дюрр[англ.]
2. Язон Солари[англ.]
3. Нина Кристен
4. Кьяра Леоне[англ.]
5. Одри Гонья[англ.]

 Теннис
1. Стэн Вавринка
2. Виктория Голубич

 Триатлон
1. Адриен Бриффо[англ.]
2. Макс Штудер[англ.]
3. Сильвен Фридланс[англ.]
4. Жюли Деррон[англ.]
5. Катия Шер[англ.]

 Фехтование
1. Алексис Байяр[англ.]
2. Полин Брюннер[англ.]

## Академическая гребля
Швейцария завоевала четыре квоты на участие в соревнованиях по академической гребле на Чемпионате мира по академической гребле 2023 года в Белграде, Сербия и две квоты на Финальной квалификационной регате 2024 года в Люцерне, Швейцария.
Мужчины
| Спортсмен                                               | Дисциплина               | Заезд   | Заезд    | Утеш. заезд | Утеш. заезд | Четвертьфиналы | Четвертьфиналы | Полуфиналы | Полуфиналы | Финалы  | Финалы |
| Спортсмен                                               | Дисциплина               | Время   | Место    | Время       | Место       | Время          | Место          | Время      | Место      | Время   | Место  |
| ------------------------------------------------------- | ------------------------ | ------- | -------- | ----------- | ----------- | -------------- | -------------- | ---------- | ---------- | ------- | ------ |
| Роман Рёёсли Андрин Гулих                               | Двойки распашные         | 6.32,71 | 4 R      | 6.47,38     | 1 Q SA/B    | —              | —              | 6.32,18    | 2 Q FA     | 6.24,76 | 3      |
| Ян Шобле Рафаэль Ахумада                                | Двойки парные, легковесы | 6.24,88 | 1 Q SA/B | —           | —           | —              | —              | 6.24,31    | 2 Q FA     | 6.16,50 | 4      |
| Йоэль Шюрх Тим Рот Патрик Брюннер Кай Шецле             | Четвёрки распашные       | 6.10,86 | 4 R      | 6.00,29     | 5 Q FB      | —              | —              | —          | —          | 6.02,61 | 9      |
| Доминик Кондро Иан Йохан Плок Скотт Барлошер Морен Ланг | Четвёрки парные          | 5.49,50 | 3 R      | 5.52,55     | 2 Q FA      | —              | —              | —          | —          | 5.58,04 | 6      |

Женщины
| Спортсмен                                              | Дисциплина      | Заезд   | Заезд | Утеш. заезд | Утеш. заезд | Четвертьфиналы | Четвертьфиналы | Полуфиналы | Полуфиналы | Финалы  | Финалы |
| Спортсмен                                              | Дисциплина      | Время   | Место | Время       | Место       | Время          | Место          | Время      | Место      | Время   | Место  |
| ------------------------------------------------------ | --------------- | ------- | ----- | ----------- | ----------- | -------------- | -------------- | ---------- | ---------- | ------- | ------ |
| Аурелия-Максима Янцен                                  | Одиночки        | 7.41,15 | 2 QF  | —           | —           | 7.31,12        | 2 Q SA/B       | 7.31,65    | 5 Q FB     | 7:27.01 | 9      |
| Фабьян Швайцер Лиза Лётшер Паскаль Валькер Селия Дюрпе | Четвёрки парные | 6.16,91 | 3 R   | 6.26,82     | 1 Q FA      | —              | —              | —          | —          | 6.20,12 | 4      |

Легенда: FA=Финал А (медали); FB=Финал В; FC=Финал С; FD=Финал D; FE=Финал E; FF=Финал F; SA/B=Полуфиналы A/B; SC/D=Полуфиналы C/D; SE/F=Полуфиналы E/F; QF=Четвертьфиналы; R=Утешительные заезды

## Бадминтон
Швейцария завоевала две квоты на участие в олимпийском турнире по бадминтону в соответствии с Олимпийским рейтингом BWF.
| Спортсмен            | Категория         | Группы                  | Группы                      | Группы | Выбывание             | Четвертьфиналы        | Полуфиналы            | Финал / За 3 место    | Финал / За 3 место    |
| Спортсмен            | Категория         | Соперник Счет           | Соперник Счет               | Место  | Соперник Счет         | Соперник Счет         | Соперник Счет         | Соперник Счет         | Место                 |
| -------------------- | ----------------- | ----------------------- | --------------------------- | ------ | --------------------- | --------------------- | --------------------- | --------------------- | --------------------- |
| Тобиас Кюнци         | Одиночный мужчины | CHNЛи Шифэн П 0–2       | NGRАнуолувапо Опейори В 2–0 | 2      | завершил выступление  | завершил выступление  | завершил выступление  | завершил выступление  | завершил выступление  |
| Дженжира Штадельманн | Одиночный женщины | ESPКаролина Марин П 0–2 | IRLРэйчел Дарраг В 2–1      | 2      | завершила выступление | завершила выступление | завершила выступление | завершила выступление | завершила выступление |

## Велоспорт

### Шоссейные велогонки
Швейцария получила по рейтингу UCI два места в мужской и четыре места в женской групповых гонках на шоссе, а также по одному месту в мужской и женской индивидуальных гонках с раздельным стартом. Еще одно место в мужской индивидуальной гонке Швейцария получила по результатам Чемпионата мира по шоссейным велогонкам 2023 года в Глазго, Великобритания.
Мужчины
| Спортсмен        | Дисциплина                 | Время    | Место |
| ---------------- | -------------------------- | -------- | ----- |
| Марк Хирши       | Групповая гонка            | 6:21.47  | 16    |
| Штефан Кюнг      | Групповая гонка            | 6:20.50  | 7     |
| Стефан Биссеггер | Гонка с раздельным стартом | 37.38,57 | 6     |
| Штефан Кюнг      | Гонка с раздельным стартом | 37.47,67 | 8     |

Женщины
| Спортсмен      | Дисциплина                 | Время    | Место |
| -------------- | -------------------------- | -------- | ----- |
| Элиc Чаббей    | Групповая гонка            | 4:04.23  | 18    |
| Ноэми Рюэгг    | Групповая гонка            | 4:01.27  | 7     |
| Линда Дзанетти | Групповая гонка            | 4:10.47  | 65    |
| Елена Хартман  | Групповая гонка            | 4:08.14  | 57    |
| Елена Хартман  | Гонка с раздельным стартом | 42.58,90 | 17    |

### Велотрек
Швейцария в соответствии с олимпийским рейтингом UCI завоевали одно место в мужском омниуме и по одному месту в женских дисциплинах преследования.
Омниум
| Спортсмен    | Дисциплина     | Скрэтч | Скрэтч | Темповая гонка | Темповая гонка | Гонка с выбыванием | Гонка с выбыванием | Гонка по очкам | Гонка по очкам | Всего | Всего |
| Спортсмен    | Дисциплина     | Очки   | Место  | Очки           | Место          | Очки               | Место              | Очки           | Место          | Очки  | Место |
| ------------ | -------------- | ------ | ------ | -------------- | -------------- | ------------------ | ------------------ | -------------- | -------------- | ----- | ----- |
| Алекс Фогель | Мужчины омниум | 20     | 11     | 34             | 4              | 8                  | 17                 | 0              | 18             | 62    | 11    |
| Алине Зайтц  | Женщины омниум | 24     | 9      | 20             | 11             | 4                  | 19                 | 21             | 5              | 69    | 12    |

Мэдисон
| Спортсмены                | Дисциплина      | Очки | Круги | Место |
| ------------------------- | --------------- | ---- | ----- | ----- |
| Мишель Андрес Алине Зайтц | Женщины мэдисон | 0    | 0     | 14    |

### Маунтинбайк
Швейцария завоевала по два места в мужские и женские соревнования по маунтинбайку в соответствии с Олимпийским квалификационным рейтингом.
| Спортсмен         | Категория | Время   | Место |
| ----------------- | --------- | ------- | ----- |
| Матиас Флюкигер   | Мужчины   | 1:27.42 | 5     |
| Нино Шуртер       | Мужчины   | 1:28.44 | 9     |
| Алессандра Келлер | Женщины   | 1:30.43 | 7     |
| Зина Фрай         | Женщины   | 1:35.34 | 21    |

### BMX
BMX-Фристайл
Швейцария завоевала одно место в женские соревнования по BMX-фристайлу по результатам Олимпийских квалификационных серий 2024 года.
| Спортсмен       | Категория | Квалификация | Квалификация | Квалификация | Квалификация | Финал                 | Финал                 | Финал                 | Финал                 |
| Спортсмен       | Категория | 1 заезд      | 2 заезд      | Средний балл | Место        | 1 заезд               | 2 заезд               | Лучший балл           | Место                 |
| --------------- | --------- | ------------ | ------------ | ------------ | ------------ | --------------------- | --------------------- | --------------------- | --------------------- |
| Никита Дукарроз | Женщины   | 79,04        | 80,53        | 79,78        | 10           | завершила выступление | завершила выступление | завершила выступление | завершила выступление |

BMX-гонки
Швейцария завоевала по два места в мужские и женские соревнования в соответствии с Олимпийским квалификационным рейтингом UCI.
| Спортсмен      | Дисциплина | Четвертьфиналы | Четвертьфиналы | Утеш. заезд | Утеш. заезд | Полуфиналы | Полуфиналы | Финал                 | Финал                 |
| Спортсмен      | Дисциплина | Баллы          | Место          | Время       | Место       | Баллы      | Место      | Время                 | Место                 |
| -------------- | ---------- | -------------- | -------------- | ----------- | ----------- | ---------- | ---------- | --------------------- | --------------------- |
| Седрик Бутти   | Мужчины    | 10             | 8 Q            | —           | —           | 10         | 5          | 32,124                | 4                     |
| Симон Маркварт | Мужчины    | 17             | 19 R           | 33,328      | 2 Q         | 9          | 4          | 44,914                | 7                     |
| Зоэ Классенс   | Женщины    | 8              | 8 Q            | —           | —           | 11         | 6          | 35.060                | 3                     |
| Надин Эберхард | Женщины    | 15             | 11 Q           | —           | —           | 19         | 13         | завершила выступление | завершила выступление |

## Гимнастика спортивная
Швейцария завоевала на Чемпионате мира по спортивной гимнастике 2023 года в Антверпене, Бельгия максимальную квоту на участие в олимпийском турнире по спортивной гимнастике у мужчин и одну квоту в личное многоборье у женщин.

### Мужчины
| Спортсмен           | Дисциплина          | Квалификация                  | Квалификация                  | Квалификация                  | Квалификация                  | Квалификация                  | Квалификация                  | Квалификация                  | Квалификация                  | Финал                | Финал                | Финал                | Финал                | Финал                | Финал                | Финал                | Финал                |
| Спортсмен           | Дисциплина          | Снаряды                       | Снаряды                       | Снаряды                       | Снаряды                       | Снаряды                       | Снаряды                       | Всего                         | Место                         | Снаряды              | Снаряды              | Снаряды              | Снаряды              | Снаряды              | Снаряды              | Всего                | Место                |
| Спортсмен           | Дисциплина          | В                             | КН                            | КО                            | ОП                            | ПБ                            | П                             | Всего                         | Место                         | В                    | КН                   | КО                   | ОП                   | ПБ                   | П                    | Всего                | Место                |
| ------------------- | ------------------- | ----------------------------- | ----------------------------- | ----------------------------- | ----------------------------- | ----------------------------- | ----------------------------- | ----------------------------- | ----------------------------- | -------------------- | -------------------- | -------------------- | -------------------- | -------------------- | -------------------- | -------------------- | -------------------- |
| Маттео Джубеллини   | Команды             | 13,800                        | 14,233                        | 13,233                        | 13,900                        | 14,500                        | 13,400                        | 83,066                        | 12 Q                          | —                    | 13,166               | 13,300               | —                    | 14,366               | 13,466               | —                    | —                    |
| Лука Джубеллини     | Команды             | 13,666                        | 13,000                        | DNS                           | 14,600                        | —                             | —                             | —                             | —                             | 14,000               | 14,000               | —                    | 13,433               | —                    | —                    | —                    | —                    |
| Флориан Лангенеггер | Команды             | 13,633                        | 13,633                        | 12,933                        | 14,433                        | 14,166                        | 13,100                        | 81,898                        | 20 Q                          | 13,700               | —                    | 13,400               | 14,066               | —                    | —                    | —                    | —                    |
| Ноэ Зайферт         | Команды             | 14,100                        | 13,866                        | 13,366                        | 14,066                        | 14,600                        | 11,800                        | 81,798                        | 21                            | 13,966               | 13,633               | 13,533               | —                    | 14,400               | 12,866               | —                    | —                    |
| Таха Серхани        | Команды             | —                             | —                             | —                             | —                             | 14,500                        | 13,633                        | —                             | —                             | —                    | —                    | —                    | 14,133               | 14,233               | 13,566               | —                    | —                    |
| Всего               | Команды             | 41,566                        | 41,732                        | 39,532                        | 43,099                        | 43,600                        | 40,133                        | 249,662                       | 7 Q                           | 41,866               | 40,799               | 40,233               | 41,632               | 42,999               | 39,898               | 247,427              | 7                    |
| Маттео Джубеллини   | Многоборье          | См. выше командное многоборье | См. выше командное многоборье | См. выше командное многоборье | См. выше командное многоборье | См. выше командное многоборье | См. выше командное многоборье | См. выше командное многоборье | См. выше командное многоборье | 14,100               | 14,533               | 13,300               | 13,800               | 14,033               | 13,566               | 83,332               | 10                   |
| Маттео Джубеллини   | Вольные упражнения  | 13,800                        | —                             | —                             | —                             | —                             | —                             | —                             | 27                            | завершил выступление | завершил выступление | завершил выступление | завершил выступление | завершил выступление | завершил выступление | завершил выступление | завершил выступление |
| Маттео Джубеллини   | Конь                | —                             | 14,233                        | —                             | —                             | —                             | —                             | —                             | 18                            | завершил выступление | завершил выступление | завершил выступление | завершил выступление | завершил выступление | завершил выступление | завершил выступление | завершил выступление |
| Маттео Джубеллини   | Кольца              | —                             | —                             | 13,233                        | —                             | —                             | —                             | —                             | 38                            | завершил выступление | завершил выступление | завершил выступление | завершил выступление | завершил выступление | завершил выступление | завершил выступление | завершил выступление |
| Маттео Джубеллини   | Параллельные брусья | —                             | —                             | —                             | —                             | 14,500                        | —                             | —                             | 21                            | завершил выступление | завершил выступление | завершил выступление | завершил выступление | завершил выступление | завершил выступление | завершил выступление | завершил выступление |
| Маттео Джубеллини   | Перекладина         | —                             | —                             | —                             | —                             | —                             | 13,400                        | —                             | 31                            | завершил выступление | завершил выступление | завершил выступление | завершил выступление | завершил выступление | завершил выступление | завершил выступление | завершил выступление |
| Лука Джубеллини     | Вольные упражнения  | 13,666                        | —                             | —                             | —                             | —                             | —                             | —                             | 34                            | завершил выступление | завершил выступление | завершил выступление | завершил выступление | завершил выступление | завершил выступление | завершил выступление | завершил выступление |
| Лука Джубеллини     | Конь                | —                             | 13,000                        | —                             | —                             | —                             | —                             | —                             | 45                            | завершил выступление | завершил выступление | завершил выступление | завершил выступление | завершил выступление | завершил выступление | завершил выступление | завершил выступление |
| Лука Джубеллини     | Кольца              | —                             | —                             | DNS                           | —                             | —                             | —                             | —                             | —                             | завершил выступление | завершил выступление | завершил выступление | завершил выступление | завершил выступление | завершил выступление | завершил выступление | завершил выступление |
| Флориан Лангенеггер | Многоборье          | См. выше командное многоборье | См. выше командное многоборье | См. выше командное многоборье | См. выше командное многоборье | См. выше командное многоборье | См. выше командное многоборье | См. выше командное многоборье | См. выше командное многоборье | 14,066               | 13,566               | 13,366               | 14,133               | 13,700               | 13,033               | 81,864               | 16                   |
| Флориан Лангенеггер | Вольные упражнения  | 13,633                        | —                             | —                             | —                             | —                             | —                             | —                             | 36                            | завершил выступление | завершил выступление | завершил выступление | завершил выступление | завершил выступление | завершил выступление | завершил выступление | завершил выступление |
| Флориан Лангенеггер | Конь                | —                             | 13,633                        | —                             | —                             | —                             | —                             | —                             | 28                            | завершил выступление | завершил выступление | завершил выступление | завершил выступление | завершил выступление | завершил выступление | завершил выступление | завершил выступление |
| Флориан Лангенеггер | Кольца              | —                             | —                             | 12,933                        | —                             | —                             | —                             | —                             | 53                            | завершил выступление | завершил выступление | завершил выступление | завершил выступление | завершил выступление | завершил выступление | завершил выступление | завершил выступление |
| Флориан Лангенеггер | Параллельные брусья | —                             | —                             | —                             | —                             | 14,166                        | —                             | —                             | 32                            | завершил выступление | завершил выступление | завершил выступление | завершил выступление | завершил выступление | завершил выступление | завершил выступление | завершил выступление |
| Флориан Лангенеггер | Перекладина         | —                             | —                             | —                             | —                             | —                             | 13,100                        | —                             | 41                            | завершил выступление | завершил выступление | завершил выступление | завершил выступление | завершил выступление | завершил выступление | завершил выступление | завершил выступление |
| Ноэ Зайферт         | Вольные упражнения  | 14,100                        | —                             | —                             | —                             | —                             | —                             | —                             | 15                            | завершил выступление | завершил выступление | завершил выступление | завершил выступление | завершил выступление | завершил выступление | завершил выступление | завершил выступление |
| Ноэ Зайферт         | Конь                | —                             | 13,866                        | —                             | —                             | —                             | —                             | —                             | 22                            | завершил выступление | завершил выступление | завершил выступление | завершил выступление | завершил выступление | завершил выступление | завершил выступление | завершил выступление |
| Ноэ Зайферт         | Кольца              | —                             | —                             | 13,366                        | —                             | —                             | —                             | —                             | 36                            | завершил выступление | завершил выступление | завершил выступление | завершил выступление | завершил выступление | завершил выступление | завершил выступление | завершил выступление |
| Ноэ Зайферт         | Параллельные брусья | —                             | —                             | —                             | —                             | 14,600                        | —                             | —                             | 17                            | завершил выступление | завершил выступление | завершил выступление | завершил выступление | завершил выступление | завершил выступление | завершил выступление | завершил выступление |
| Ноэ Зайферт         | Перекладина         | —                             | —                             | —                             | —                             | —                             | 11,800                        | —                             | 63                            | завершил выступление | завершил выступление | завершил выступление | завершил выступление | завершил выступление | завершил выступление | завершил выступление | завершил выступление |
| Таха Серхани        | Параллельные брусья | —                             | —                             | —                             | —                             | 14,500                        | —                             | —                             | 20                            | завершил выступление | завершил выступление | завершил выступление | завершил выступление | завершил выступление | завершил выступление | завершил выступление | завершил выступление |
| Таха Серхани        | Перекладина         | —                             | —                             | —                             | —                             | —                             | 13,633                        | —                             | 23                            | завершил выступление | завершил выступление | завершил выступление | завершил выступление | завершил выступление | завершил выступление | завершил выступление | завершил выступление |

### Женщины
| Спортсмен   | Дисциплина          | Квалификация | Квалификация | Квалификация | Квалификация | Квалификация | Квалификация | Финал                 | Финал                 | Финал                 | Финал                 | Финал                 | Финал                 |
| Спортсмен   | Дисциплина          | Снаряды      | Снаряды      | Снаряды      | Снаряды      | Всего        | Место        | Снаряды               | Снаряды               | Снаряды               | Снаряды               | Всего                 | Место                 |
| Спортсмен   | Дисциплина          | ОП           | РБ           | Б            | В            | Всего        | Место        | ОП                    | РБ                    | Б                     | В                     | Всего                 | Место                 |
| ----------- | ------------------- | ------------ | ------------ | ------------ | ------------ | ------------ | ------------ | --------------------- | --------------------- | --------------------- | --------------------- | --------------------- | --------------------- |
| Лена Бикель | Многоборье          | 13,366       | 12,266       | 13,066       | 12,433       | 51,131       | 39           | завершила выступление | завершила выступление | завершила выступление | завершила выступление | завершила выступление | завершила выступление |
| Лена Бикель | Разновысокие брусья | —            | 12,266       | —            | —            | —            | 44           | завершила выступление | завершила выступление | завершила выступление | завершила выступление | завершила выступление | завершила выступление |
| Лена Бикель | Бревно              | —            | —            | 13,066       | —            | —            | 36           | завершила выступление | завершила выступление | завершила выступление | завершила выступление | завершила выступление | завершила выступление |
| Лена Бикель | Вольные упражнения  | —            | —            | —            | 12,433       | —            | 55           | завершила выступление | завершила выступление | завершила выступление | завершила выступление | завершила выступление | завершила выступление |

## Гольф
Швейцария получила одно место в мужские и два места в женские соревнования по гольфу в соответствии с рейтингом IGF.
| Сопртсмен         | Категория | Раунд 1 | Раунд 2 | Раунд 3 | Раунд 4 | Итого | Итого | Итого |
| Сопртсмен         | Категория | Счет    | Счет    | Счет    | Счет    | Счет  | К пар | Место |
| ----------------- | --------- | ------- | ------- | ------- | ------- | ----- | ----- | ----- |
| Жоэль Гиррбах     | Мужчины   | 69      | 72      | 70      | 76      | 287   | +3    | =49   |
| Албане Валенсуэла | Женщины   | 72      | 74      | 74      | 65      | 285   | −3    | =13   |
| Морган Метро      | Женщины   | 70      | 66      | 71      | 79      | 286   | −2    | =18   |

## Гребля на байдарках и каноэ

### Гребной слалом
Швейцария по итогам Чемпионата мира по гребному слалому в Лондоне, Великобритания получила право выставить по одной лодке в мужских и женских соревнованиях на байдарках, а также автоматически в кроссе на байдарках у мужчин и женщин. Дополнительное место в соревнованиях женщин на каноэ Швейцария получила в результате перераспределения квот.
Мужчины
| Спортсмен   | Дисциплина        | Заезды    | Заезды | Заезды    | Заезды | Заезды       | Заезды | Полуфинал | Полуфинал | Финал | Финал |
| Спортсмен   | Дисциплина        | 1 попытка | Место  | 2 попытка | Место  | Лучшее время | Место  | Время     | Место     | Время | Место |
| ----------- | ----------------- | --------- | ------ | --------- | ------ | ------------ | ------ | --------- | --------- | ----- | ----- |
| Мартен Дугу | Байдарка-одиночка | 86,30     | 3      | 138,24    | 22     | 86,30        | 6 SF   | 93,07     | 7 F       | 89,44 | 4     |

Женщины
| Спортсмен   | Дисциплина        | Заезды    | Заезды | Заезды    | Заезды | Заезды       | Заезды | Полуфинал | Полуфинал | Финал                 | Финал                 |
| Спортсмен   | Дисциплина        | 1 попытка | Место  | 2 попытка | Место  | Лучшее время | Место  | Время     | Место     | Время                 | Место                 |
| ----------- | ----------------- | --------- | ------ | --------- | ------ | ------------ | ------ | --------- | --------- | --------------------- | --------------------- |
| Алена Маркс | Байдарка-одиночка | 102,13    | 18     | 98,22     | 14     | 98,22        | 17 SF  | 123,62    | 19        | завершила выступление | завершила выступление |
| Алена Маркс | Каноэ-одиночка    | 109,66    | 12     | 111,10    | 14     | 109,66       | 16 SF  | 117,50    | 11 F      | 114,61                | 8                     |

Кросс на байдарках
| Спортсмен   | Категория | Квалиф. время | Место | 1 круг | Утеш. заезды | 2 круг | Четвертьфиналы | Полуфиналы | Финал | Место |
| ----------- | --------- | ------------- | ----- | ------ | ------------ | ------ | -------------- | ---------- | ----- | ----- |
| Мартен Дугу | Мужчины   | 74,89         | 28    | 2 Q    | —            | 2 Q    | 2 Q            | 4 Q FB     | 1     | 5     |
| Алена Маркс | Женщины   | 78,29         | 27    | 2 Q    | —            | 2 Q    | 2 Q            | 4 Q FB     | 2     | 6     |

## Дзюдо
Швейцария получила по рейтингу IJF два места в мужских и одно место в женских соревнованиях.
| Спортсмен    | Категория         | 1/16 финала                  | 1/8 финала                | Четвертьфиналы                   | Полуфиналы                  | Утеш. поединки        | Финал / За 3 место       | Финал / За 3 место    |                       |
| Спортсмен    | Категория         | Соперник Результат           | Соперник Результат        | Соперник Результат               | Соперник Результат          | Соперник Результат    | Соперник Результат       | Место                 |                       |
| ------------ | ----------------- | ---------------------------- | ------------------------- | -------------------------------- | --------------------------- | --------------------- | ------------------------ | --------------------- | --------------------- |
| Нильс Штумп  | Мужчины до 73 кг  | MGLБатзая Эрденебаяр П 00–01 | завершил выступление      | завершил выступление             | завершил выступление        | завершил выступление  | завершил выступление     | завершил выступление  |                       |
| Даниэль Эйх  | Мужчины до 100 кг | EORАднан Ханкан В 10–00      | CANШади Эль Нахас В 01–00 | ESPНиколоз Шеразадишвили В 01–00 | GEOИлья Суламанидзе П 00–10 | —                     | ISRПетер Пальчик П 00–01 | 5                     |                       |
| Бинта Ндиайе | Женщины до 52 кг  | —                            | ARGСофия Фьора В 10–00    | ISRГефен Примо П 00–01           | завершила выступление       | завершила выступление | завершила выступление    | завершила выступление | завершила выступление |

## Конный спорт
Швейцария завоевала по результатам Чемпионата Европы по выездке и Чемпионата Европы по конкуру 2023 право выставить команду и трех участников в личных соревнованиях в троеборье и конкуре соответственно. Также Швейцария получила одно место в личных соревнованиях в выездке в соответствии с олимпийским рейтингом FEI.

### Выездка
| Спортсмен     | Лошадь    | Дисциплина    | Гран При | Гран При | Произвольный Гран При | Произвольный Гран При |
| Спортсмен     | Лошадь    | Дисциплина    | Баллы    | Место    | Баллы                 | Место                 |
| ------------- | --------- | ------------- | -------- | -------- | --------------------- | --------------------- |
| Андрина Сутер | Fibonacci | Личный турнир | 65,590   | 55       | завершила выступление | завершила выступление |

### Троеборье
| Спортсмен                              | Лошадь               | Дисциплина       | Выездка | Выездка | Кросс | Кросс | Кросс | Конкур       | Конкур       | Конкур       | Конкур               | Конкур               | Конкур               | Всего                | Всего                |
| Спортсмен                              | Лошадь               | Дисциплина       | Выездка | Выездка | Кросс | Кросс | Кросс | Квалификация | Квалификация | Квалификация | Финал                | Финал                | Финал                | Всего                | Всего                |
| Спортсмен                              | Лошадь               | Дисциплина       | Штраф   | Место   | Штраф | Всего | Место | Штраф        | Всего        | Место        | Штраф                | Всего                | Место                | Штраф                | Место                |
| -------------------------------------- | -------------------- | ---------------- | ------- | ------- | ----- | ----- | ----- | ------------ | ------------ | ------------ | -------------------- | -------------------- | -------------------- | -------------------- | -------------------- |
| Феликс Фогг                            | Dao De L'Ocean       | Личный турнир    | 22,1    | 5       | 0,0   | 22,1  | 4     | 4,0          | 26,1         | 6 Q          | 4,4                  | 30,5                 | 8                    | 30,5                 | 8                    |
| Робин Годель                           | Grandeur De Lully CH | Личный турнир    | 29,1    | 20      | 9,6   | 38,7  | 26    | 13,2         | 51,9         | 30           | завершил выступление | завершил выступление | завершил выступление | завершил выступление | завершил выступление |
| Мелоди Йохнер                          | Toubleu De Rueire    | Личный турнир    | 38,4    | 55      | 3,2   | 41,6  | 30    | 8,8          | 50,4         | 29           | завершил выступление | завершил выступление | завершил выступление | завершил выступление | завершил выступление |
| Феликс Фогг Робин Годель Мелоди Йохнер | См. выше             | Командный турнир | 89,6    | 7       | 12,8  | 102,4 | 4     | 26           | 128,4        | 5            | —                    | —                    | —                    | 128,4                | 5                    |

### Конкур
| Спортсмен                          | Лошадь                                            | Дисциплина       | Квалификация | Квалификация | Финал                 | Финал                 | Финал                 | Перепрыжка | Перепрыжка | Перепрыжка |
| Спортсмен                          | Лошадь                                            | Дисциплина       | Штраф        | Место        | Штраф                 | Время                 | Место                 | Штраф      | Время      | Место      |
| ---------------------------------- | ------------------------------------------------- | ---------------- | ------------ | ------------ | --------------------- | --------------------- | --------------------- | ---------- | ---------- | ---------- |
| Стив Герда                         | Dynamix de Belheme                                | Личный турнир    | 0            | 6 Q          | 0                     | 80,99                 | 1 Q                   | 4          | 38,38      | 2          |
| Эдуар Шмитц                        | Gamin Van't Naast-veldhof                         | Личный турнир    | 8            | 45           | завершил выступление  | завершил выступление  | завершил выступление  | —          | —          | —          |
| Мартин Фукс                        | Leone Jei                                         | Личный турнир    | 0            | 5 Q          | 4                     | 82,21                 | 10                    | —          | —          | —          |
| Стив Герда Пиус Швицер Мартин Фукс | Dynamix de Belheme Vancouver de Lanlore Leone Jei | Командный турнир | 24           | 12           | завершили выступление | завершили выступление | завершили выступление | —          | —          | —          |

## Легкая атлетика
Швейцарские легкоатлеты выполнили нормативы для участия в Играх 2024 года, пройдя прямую квалификацию или по мировому рейтингу, в следующих соревнованиях (максимум по 3 спортсмена в каждом):
Беговые дисциплины
Мужчины
| Спортсмен         | Дисциплина | Забеги    | Забеги | Утеш. забеги | Утеш. забеги | Полуфиналы           | Полуфиналы           | Финал                | Финал                |
| Спортсмен         | Дисциплина | Результат | Место  | Результат    | Место        | Результат            | Место                | Результат            | Место                |
| ----------------- | ---------- | --------- | ------ | ------------ | ------------ | -------------------- | -------------------- | -------------------- | -------------------- |
| Тимоте Мументалер | 200 м      | 20,63     | 5 R    | 20,67        | 3            | завершил выступление | завершил выступление | завершил выступление | завершил выступление |
| Уильям Рийс       | 200 м      | 20,92     | 7 R    | DNS          | DNS          | завершил выступление | завершил выступление | завершил выступление | завершил выступление |
| Феликс Свенссон   | 200 м      | 20,54     | 5 R    | 20,65        | 4            | завершил выступление | завершил выступление | завершил выступление | завершил выступление |
| Лионель Шпитц     | 400 м      | 45,81     | 6 R    | 45,51        | 4            | завершил выступление | завершил выступление | завершил выступление | завершил выступление |
| Йонас Ресс        | 5000 м     | 13.55,04  | 12     | —            | —            | —                    | —                    | завершил выступление | завершил выступление |
| Джейсон Джозеф    | 110 м с/б  | 13,26     | 1 Q    | —            | —            | 13,44                | 6                    | завершил выступление | завершил выступление |
| Жюльен Бонвен     | 400 м с/б  | 49,82     | 6 R    | 49,08        | 3            | завершил выступление | завершил выступление | завершил выступление | завершил выступление |
| Тадессе Абрахам   | Марафон    | —         | —      | —            | —            | —                    | —                    | 2:12.22              | 38                   |
| Маттиас Кибурц    | Марафон    | —         | —      | —            | —            | —                    | —                    | 2:11.32              | 30                   |

Женщины
| Спортсмен                                                   | Дисциплина            | Забеги    | Забеги | Утеш. забеги | Утеш. забеги | Полуфиналы            | Полуфиналы            | Финал                 | Финал                 |
| Спортсмен                                                   | Дисциплина            | Результат | Место  | Результат    | Место        | Результат             | Место                 | Результат             | Место                 |
| ----------------------------------------------------------- | --------------------- | --------- | ------ | ------------ | ------------ | --------------------- | --------------------- | --------------------- | --------------------- |
| Жеральдин Фрей                                              | 100 м                 | 11,34     | 38     | —            | —            | завершила выступление | завершила выступление | завершила выступление | завершила выступление |
| Саломе Кора                                                 | 100 м                 | 11,35     | 39     | —            | —            | завершила выступление | завершила выступление | завершила выступление | завершила выступление |
| Муджинга Камбунджи                                          | 100 м                 | 11,05     | 12 Q   | —            | —            | 11,05                 | 3 q                   | 10,99                 | 6                     |
| Муджинга Камбунджи                                          | 200 м                 | 22,75     | 3 Q    | —            | —            | 22,63                 | 4                     | завершила выступление | завершила выступление |
| Леони Пуанте                                                | 200 м                 | 23,42     | 6 R    | 23,37        | 4            | завершила выступление | завершила выступление | завершила выступление | завершила выступление |
| Одри Верро                                                  | 800 м                 | 1.59,38   | 16 R   | 2.00,62      | 11           | завершила выступление | завершила выступление | завершила выступление | завершила выступление |
| Рашель Пелло                                                | 800 м                 | 2.00,07   | 25 Q   | —            | —            | 2.03,36               | 8                     | завершила выступление | завершила выступление |
| Валентина Розамилия                                         | 800 м                 | 2.00,45   | 29 R   | 1.59,65      | 4 q          | 1.59,27               | 7                     | завершила выступление | завершила выступление |
| Дитаджи Камбунджи                                           | 100 м с/б             | 12,81     | 3 Q    | —            | —            | 12,68                 | 5                     | завершила выступление | завершила выступление |
| Ясмин Гигер                                                 | 400 м с/б             | 55,44     | 4 R    | 55,18        | 5            | завершила выступление | завершила выступление | завершила выступление | завершила выступление |
| Фабьен Шлюмпф                                               | Марафон               | —         | —      | —            | —            | —                     | —                     | 2:28.10               | 16                    |
| Хелен Бекеле Тола                                           | Марафон               | —         | —      | —            | —            | —                     | —                     | 2:29.43               | 22                    |
| Саломе Кора Сара Атшо-Жакье Леони Пуанте Муджинга Камбунджи | Эстафета 4×100 метров | 42,38     | 3 Q    | —            | —            | —                     | —                     | DSQ                   | DSQ                   |
| Джулия Сенн Юлия Нидербергер Аннина Фар Ясмин Гигер         | Эстафета 4×400 метров | 3.29,75   | 7      | —            | —            | —                     | —                     | завершили выступление | завершили выступление |

Микст
| Шарль Деванте Джулия Сенн Лионель Шпитц Ясмин Гигер | Эстафета 4×400 метров | 3.12,77 | 11 NR | — | — | — | — | завершили выступление | завершили выступление |

Технические дисциплины
| Спортсмен       | Дисциплина              | Полуфиналы | Полуфиналы | Финал                 | Финал                 |
| Спортсмен       | Дисциплина              | Результат  | Место      | Результат             | Место                 |
| --------------- | ----------------------- | ---------- | ---------- | --------------------- | --------------------- |
| Симон Эхаммер   | Мужчины прыжки в длину  | 8,09       | 4 q        | 8,20                  | 4                     |
| Ангелика Мозер  | Женщины прыжки с шестом | 4,55       | =1 Q       | 4,80                  | 4                     |
| Паскаль Штёклин | Женщины прыжки с шестом | 4,20       | 27         | завершила выступление | завершила выступление |

Комбинированные дисциплины – Семиборье
| Спортсмен   | Вид       | 100 м | ВЫ   | ЯД    | 200 м | ДЛ   | КО    | 800 м   | Сумма | Место |
| ----------- | --------- | ----- | ---- | ----- | ----- | ---- | ----- | ------- | ----- | ----- |
| Анник Келин | Результат | 12,87 | 1,74 | 14,02 | 23,88 | 6,59 | 48,14 | 2.11,33 | 6639  | 4     |
| Анник Келин | Баллы     | 1144  | 903  | 795   | 992   | 1036 | 824   | 945     | 6639  | 4     |

## Парусный спорт
Швейцария завоевала право выставить по одной лодке (яхте) в нижеследующих классах судов по результатам Чемпионата мира по парусному спорту 2023 года в Гааге, Нидерланды, чемпионата Европы 2023 года и регаты «Последний шанс» 2024 года в Йере, Франция. Право выставить женскую лодку в классе IQFoil Швейцария получила по программе Emerging Nations.
Гонки с выбыванием
| Спортсмен       | Дисциплина           | Открытые серии | Открытые серии | Открытые серии | Открытые серии | Открытые серии | Открытые серии | Открытые серии | Открытые серии | Открытые серии | Открытые серии | Открытые серии | Открытые серии | Открытые серии | Открытые серии | Открытые серии | Открытые серии | Открытые серии | Открытые серии | 1/4 финала | Полуфинал            | Полуфинал            | Полуфинал            | Полуфинал            | Полуфинал            | Полуфинал            | Полуфинал            | Полуфинал            | Финал                 | Финал                 | Финал                 | Финал                 | Финал                 | Финал                 | Финал                 | Финал                 |
| Спортсмен       | Дисциплина           | 1              | 2              | 3              | 4              | 5              | 6              | 7              | 8              | 9              | 10             | 11             | 12             | 13             | 14             | 15             | 16             | Сумма          | Место          | Место      | 1                    | 2                    | 3                    | 4                    | 5                    | 6                    | Всего побед          | Место                | 1                     | 2                     | 3                     | 4                     | 5                     | 6                     | Всего побед           | Место                 |
| --------------- | -------------------- | -------------- | -------------- | -------------- | -------------- | -------------- | -------------- | -------------- | -------------- | -------------- | -------------- | -------------- | -------------- | -------------- | -------------- | -------------- | -------------- | -------------- | -------------- | ---------- | -------------------- | -------------------- | -------------------- | -------------------- | -------------------- | -------------------- | -------------------- | -------------------- | --------------------- | --------------------- | --------------------- | --------------------- | --------------------- | --------------------- | --------------------- | --------------------- |
| Элия Коломбо    | Мужчины IQFoil       | 9              | 7              | 22             | 6              | 11             | 10             | 25 BFD         | 8              | 13             | 9              | 13             | 13             | 1              | —              | —              | —              | 100            | 10 QF          | 4          | завершил выступление | завершил выступление | завершил выступление | завершил выступление | завершил выступление | завершил выступление | завершил выступление | завершил выступление | завершил выступление  | завершил выступление  | завершил выступление  | завершил выступление  | завершил выступление  | завершил выступление  | завершил выступление  | завершил выступление  |
| Елена Ленгвилер | Женщины Формула Кайт | 3              | 6              | 1              | 15,5           | 1              | 21 DNS         | отменены       | отменены       | отменены       | отменены       | отменены       | отменены       | отменены       | отменены       | отменены       | отменены       | 26,5           | 6 SF           | —          | 2                    | —                    | —                    | —                    | —                    | —                    | 1                    | 5                    | завершила выступление | завершила выступление | завершила выступление | завершила выступление | завершила выступление | завершила выступление | завершила выступление | завершила выступление |

Медальные гонки
| Спортсмен                        | Дисциплина     | Гонка  | Гонка | Гонка | Гонка | Гонка | Гонка | Гонка | Гонка | Гонка    | Гонка    | Гонка | Гонка | Гонка | Баллы | Место |
| Спортсмен                        | Дисциплина     | 1      | 2     | 3     | 4     | 5     | 6     | 7     | 8     | 9        | 10       | 11    | 12    | M*    | Баллы | Место |
| -------------------------------- | -------------- | ------ | ----- | ----- | ----- | ----- | ----- | ----- | ----- | -------- | -------- | ----- | ----- | ----- | ----- | ----- |
| Мод Жайе                         | Женщины ILCA 6 | 16     | 4     | 3     | 8     | 13    | 17    | 7     | 8     | 23       | отменена | —     | —     | 14    | 90    | 4     |
| Себастьян Шнайтер Арно де Планта | Мужчины 49-й   | 2      | 9     | 11    | 17    | 3     | 19    | 1     | 5     | 15       | 6        | 4     | 19    | 12    | 104   | 8     |
| Ив Мермод Майя Зигенталер        | Микст 470      | 20 BFD | 1     | 14    | 16    | 4     | 7     | 1     | 9     | отменены | отменены | —     | —     | 16    | 68    | 8     |

M = Медальная гонка; EL = Выбыл – не участвовал в медальной гонке

## Плавание
Швейцарские пловцы выполнили требования для участия в нижеследующих дисциплинах плавательного турнира Олимпиады (максимум два пловца, выполнивших Олимпийский квалификационный норматив (OST) или, возможно, Олимпийский рассматриваемый норматив (OCT)).
Мужчины
| Спортсмен                                                | Дисциплина                | Заплывы | Заплывы | Полуфиналы           | Полуфиналы           | Финал                 | Финал                 |
| Спортсмен                                                | Дисциплина                | Время   | Место   | Время                | Место                | Время                 | Место                 |
| -------------------------------------------------------- | ------------------------- | ------- | ------- | -------------------- | -------------------- | --------------------- | --------------------- |
| Антонио Дьякович                                         | 200 м вольный стиль       | 1.47,46 | 17      | завершил выступление | завершил выступление | завершил выступление  | завершил выступление  |
| Антонио Дьякович                                         | 400 м вольный стиль       | 3.49,77 | 23      | —                    | —                    | завершил выступление  | завершил выступление  |
| Тьерри Боллен                                            | 50 м вольный стиль        | 22,95   | 42      | завершил выступление | завершил выступление | завершил выступление  | завершил выступление  |
| Тьерри Боллен                                            | 100 м на спине            | 54,35   | 26      | завершил выступление | завершил выступление | завершил выступление  | завершил выступление  |
| Роман Митюков                                            | 100 м на спине            | 53,94   | 17      | завершил выступление | завершил выступление | завершил выступление  | завершил выступление  |
| Роман Митюков                                            | 200 м на спине            | 1.56,62 | 1 Q     | 1.56,05              | 2 Q                  | 1.54,85 NR            | 3                     |
| Ноэ Понти                                                | 100 м баттерфляй          | 50,65   | 3 Q     | 50,60                | 6 Q                  | 50,55                 | 4                     |
| Ноэ Понти                                                | 200 м баттерфляй          | 1.54,77 | 3 Q     | 1.54,14 NR           | 4 Q                  | 1.54,14               | 5                     |
| Антонио Дьякович Нильс Лисс Жереми Депланш Тьягу Бехар   | 4 × 200 м вольный стиль   | 7.18,06 | 16      | —                    | —                    | завершили выступление | завершили выступление |
| Роман Митюков Жереми Депланш Нильс Лисс Антонио Дьякович | 4 × 100 м комбинированная | 3.38,74 | 15      | —                    | —                    | завершили выступление | завершили выступление |

Женщины
| Спортсмен  | Дисциплина  | Заплывы | Заплывы | Полуфиналы            | Полуфиналы            | Финал                 | Финал                 |
| Спортсмен  | Дисциплина  | Время   | Место   | Время                 | Место                 | Время                 | Место                 |
| ---------- | ----------- | ------- | ------- | --------------------- | --------------------- | --------------------- | --------------------- |
| Лиза Мамье | 100 м брасс | 1.07,65 | 23      | завершила выступление | завершила выступление | завершила выступление | завершила выступление |
| Лиза Мамье | 200 м брасс | 2.26,39 | 17      | завершила выступление | завершила выступление | завершила выступление | завершила выступление |

## Пляжный волейбол
Швейцария получила две квоты на участие в женском олимпийском турнире по пляжному волейболу на основании Олимпийского рейтинга FIVB.
| Спортсмены                  | Категория | Групповой этап                                              | Групповой этап                                                           | Групповой этап                                                    | Групповой этап | 1/8 финала                                                        | Четвертьфиналы                                        | Полуфиналы                                                               | Финал / Матч за 3 место                       | Место                 |
| Спортсмены                  | Категория | Соперник Счёт                                               | Соперник Счёт                                                            | Соперник Счёт                                                     | Место          | Соперник Счёт                                                     | Соперник Счёт                                         | Соперник Счёт                                                            | Соперник Счёт                                 | Место                 |
| --------------------------- | --------- | ----------------------------------------------------------- | ------------------------------------------------------------------------ | ----------------------------------------------------------------- | -------------- | ----------------------------------------------------------------- | ----------------------------------------------------- | ------------------------------------------------------------------------ | --------------------------------------------- | --------------------- |
| Таня Хюберли Нина Бруннер   | Женщины   | ESPДаниэла Альварес / Таня Морено В 2–0 (21–12, 21–19)      | GERЛаура Людвиг / Луиза Липпман В 2–0 (21–9, 21–15)                      | FRAЛезана Пласетт / Алексия Ришар В 2-0 (21-11, 21-8)             | 1 Q            | ESPЛилиана Фернандес / Паула Сория Гутьеррес В 2-0 (23-21, 21-16) | USAСара Хьюз Келли Ченг В 2-0 (21-18, 21-19)          | CANМелисса Хумана-Паредес / Брэнди Уилкерсон П 1-2 (21-14, 20-22, 12-15) | AUSТалика Клэнси / МариафВ 2-0 (21-17, 21-15) | 3                     |
| Эсме Бёбнер Зоэ Верже-Депре | Женщины   | LATТина Граудиня / Анастасия Самойлова В 2–0 (21–15, 21–14) | CANМелисса Хумана-Паредес / Брэнди Уилкерсон В 2–1 (21–18, 13–21, 15–11) | PARХьюлиана Полетти / Мичель Вальенте В 2-1 (23-21, 18-21, 15-12) | 1 Q            | CHNСюэ Чэнь / Ся Синьи В 2-0 (29-27, 21-16)                       | AUSТалика Клэнси / Мариаф П 2-1 (19-21, 21-16, 12-15) | завершили выступление                                                    | завершили выступление                         | завершили выступление |

## Современное пятиборье
Швейцария получила одно место в мужские соревнования на Европейских играх 2023 года в Кракове, Польша. Еще одно место в женские соревнования Швейцария получила в результате перераспределения квот.
| Спортсмен           | Дисциплина     | Дисциплина | Фехтование (шпага до 1 укола) | Фехтование (шпага до 1 укола) | Фехтование (шпага до 1 укола) | Фехтование (шпага до 1 укола) | Плавание (200 м вольный стиль) | Плавание (200 м вольный стиль) | Плавание (200 м вольный стиль) | Конный спорт (конкур) | Конный спорт (конкур) | Конный спорт (конкур) | Конный спорт (конкур) | Комбинация: стрельба и бег (10 м пистолет)/(3200 м) | Комбинация: стрельба и бег (10 м пистолет)/(3200 м) | Комбинация: стрельба и бег (10 м пистолет)/(3200 м) | Сумма | Место |
| Спортсмен           | Дисциплина     | Дисциплина | ОР                            | Место                         | Баллы                         | БР                            | Время                          | Место                          | Баллы                          | Время                 | Штраф                 | Место                 | Баллы                 | Время                                               | Место                                               | Баллы                                               | Сумма | Место |
| ------------------- | -------------- | ---------- | ----------------------------- | ----------------------------- | ----------------------------- | ----------------------------- | ------------------------------ | ------------------------------ | ------------------------------ | --------------------- | --------------------- | --------------------- | --------------------- | --------------------------------------------------- | --------------------------------------------------- | --------------------------------------------------- | ----- | ----- |
| Александр Далленбах | Мужской турнир | Полуфинал  | 21-14                         | 5                             | 230                           | 0                             | 1.58,28                        | 1                              | 314                            | 63,87                 | 0                     | 5                     | 300                   | 10.34,14                                            | 15                                                  | 666                                                 | 1510  | 2 Q   |
| Александр Далленбах | Мужской турнир | Финал      | 21-14                         | 5                             | 230                           | 2                             | 1.57,64                        | 2                              | 315                            | 59,98                 | 7                     | 9                     | 293                   | 10.40,55                                            | 16                                                  | 660                                                 | 1500  | 14    |
| Анна Юрт            | Женский турнир | Полуфинал  | 17-18                         | 19                            | 210                           | 2                             | 2.29,44                        | 17                             | 252                            | 61,87                 | 14                    | 17                    | 286                   | 11.07,63                                            | 1                                                   | 633                                                 | 1383  | 9 Q   |
| Анна Юрт            | Женский турнир | Финал      | 17-18                         | 19                            | 210                           | 0                             | 2.28,96                        | 18                             | 253                            | 60,72                 | 0                     | 5                     | 300                   | 11.00,82                                            | 5                                                   | 640                                                 | 1403  | 11    |

## Спортивное скалолазание
Швейцария завоевала одно место в мужской комбинации боулдеринга и лазания на трудность по итогам Олимпийской квалификационной серии.
Комбинация боулдеринга и лазания на трудность
| Спортсмен   | Категория | Квалификация | Квалификация | Квалификация | Квалификация | Квалификация | Квалификация | Финал                | Финал                | Финал                | Финал                | Финал                | Финал                |
| Спортсмен   | Категория | Боулдеринг   | Боулдеринг   | Трудность    | Трудность    | Всего        | Место        | Боулдеринг           | Боулдеринг           | Трудность            | Трудность            | Всего                | Место                |
| Спортсмен   | Категория | Результат    | Место        | Результат    | Место        | Всего        | Место        | Результат            | Место                | Результат            | Место                | Всего                | Место                |
| ----------- | --------- | ------------ | ------------ | ------------ | ------------ | ------------ | ------------ | -------------------- | -------------------- | -------------------- | -------------------- | -------------------- | -------------------- |
| Саша Леманн | Мужчины   | 24,0         | 15           | 12,1         | =14          | 36,1         | 17           | завершил выступление | завершил выступление | завершил выступление | завершил выступление | завершил выступление | завершил выступление |

## Стрельба
Швейцария завоевала пять мест в олимпийском турнире стрелков на Чемпионате мира по стрельбе 2023 года в Баку, Азербайджан, Европейских играх 2023 года во Вроцлаве, Польша, Чемпионат Европы в дисциплинах на 25 и 50 м 2024 года в Осиеке, Хорватия и Олимпийский квалификационный турнир ISSF по пулевой стрельбе 2024 года в Рио-де-Жанейро, Бразилия.
Мужчины
| Спортсмен    | Дисциплина                            | Квалификация | Квалификация | Финал                | Финал                |
| Спортсмен    | Дисциплина                            | Баллы        | Место        | Баллы                | Место                |
| ------------ | ------------------------------------- | ------------ | ------------ | -------------------- | -------------------- |
| Кристоф Дюрр | Винтовка из трёх положений, 50 метров | 586          | 22           | завершил выступление | завершил выступление |
| Язон Солари  | Пневматический пистолет, 10 метров    | 573          | 20           | завершил выступление | завершил выступление |

Женщины
| Спортсмен    | Дисциплина                            | Квалификация | Квалификация | Финал                 | Финал                 |
| Спортсмен    | Дисциплина                            | Баллы        | Место        | Баллы                 | Место                 |
| ------------ | ------------------------------------- | ------------ | ------------ | --------------------- | --------------------- |
| Нина Кристен | Винтовка из трёх положений, 50 метров | 582          | 21           | завершила выступление | завершила выступление |
| Нина Кристен | Пневматическая винтовка, 10 метров    | 627,1        | 23           | завершила выступление | завершила выступление |
| Кьяра Леоне  | Винтовка из трёх положений, 50 метров | 592          | 3            | 464,4 OR              | 1                     |
| Одри Гонья   | Пневматическая винтовка, 10 метров    | 632,6        | 3            | 230,3                 | 3                     |

## Теннис
Швейцария получила по одному месту в одиночные мужской и женский турниры по рейтингу ATP и WTA соответственно.
| Спортсмен        | Дисциплина        | 1/32 финала                   | 1/16 финала                      | 1/8 финала            | Четвертьфиналы        | Полуфиналы            | Финал / За 3 место    | Финал / За 3 место    |
| Спортсмен        | Дисциплина        | Соперник Счёт                 | Соперник Счёт                    | Соперник Счёт         | Соперник Счёт         | Соперник Счёт         | Соперник Счёт         | Место                 |
| ---------------- | ----------------- | ----------------------------- | -------------------------------- | --------------------- | --------------------- | --------------------- | --------------------- | --------------------- |
| Стэн Вавринка    | Мужчины одиночный | Павел Котов (AIN) В 6–1, 6–1  | Алексей Попырин (AUS) П 4–6, 5–7 | завершил выступление  | завершил выступление  | завершил выступление  | завершил выступление  | завершил выступление  |
| Виктория Голубич | Женщины одиночный | USAДжессика Пегула П 3–6, 4–6 | завершила выступление            | завершила выступление | завершила выступление | завершила выступление | завершила выступление | завершила выступление |

## Триатлон
Швейцария завоевала по два квотных места в соревнования мужчин и женщин, войдя в первую восьмерку рейтинга смешанных эстафет World Triathlon, и автоматически право выставить команду в смешанной эстафете.
Личное
| Спортсмен     | Категория | Время             | Время     | Время             | Время     | Время       | Время   | Место |
| Спортсмен     | Категория | Плавание (1,5 км) | Переход 1 | Велосипед (40 км) | Переход 2 | Бег (10 км) | Всего   | Место |
| ------------- | --------- | ----------------- | --------- | ----------------- | --------- | ----------- | ------- | ----- |
| Адриен Бриффо | Мужчины   | 21.30             | 22.21     | 1:16.51           | 1:17.15   | 1:52.21     | 1:52.21 | 49    |
| Макс Штудер   | Мужчины   | 22.24             | 23.16     | 1:16.52           | 1:17.16   | 1:50.07     | 1:50.07 | 40    |
| Жюли Деррон   | Женщины   | 22.51             | 23.45     | 1:21.43           | 1:22.10   | 1:55.10     | 1:55.10 | 2     |
| Катия Шер     | Женщины   | 26.14             | 27.13     | 1:26.15           | 1:26.43   | 2:03.28     | 2:03.28 | 43    |

Эстафета
| Спортсмен        | Категория      | Время            | Время            | Время      | Время   | Место |
| Спортсмен        | Категория      | Плавание (300 м) | Велосипед (7 км) | Бег (2 км) | Всего   | Место |
| ---------------- | -------------- | ---------------- | ---------------- | ---------- | ------- | ----- |
| Макс Штудер      | Микст эстафета | 4.29             | 9.24             | 4.49       | 20.08   | 3     |
| Жюли Деррон      | Микст эстафета | 5.08             | 10.29            | 5.32       | 22.44   | 5     |
| Сильвен Фридланс | Микст эстафета | 4.24             | 9.43             | 5.12       | 20.47   | 11    |
| Катия Шер        | Микст эстафета | 5.35             | 10.20            | 6.03       | 23.37   | 8     |
| Всего            | Микст эстафета | —                | —                | —          | 1:27.16 | 7     |

## Фехтование
Швейцария завоевала одно место в женской шпаге на Зональном турнире Европы 2024 года в Дифферданже, Люксембург. Еще одно место в мужской шпаге Швейцария получила в результате перераспределения квот.
| Спортсмен     | Дисциплина    | 1/16 финала               | 1/8 финала            | Четвертьфинал         | Полуфинал             | Финал / За 3 место    | Финал / За 3 место    |
| Спортсмен     | Дисциплина    | Соперник Счет             | Соперник Счет         | Соперник Счет         | Соперник Счет         | Соперник Счет         | Место                 |
| ------------- | ------------- | ------------------------- | --------------------- | --------------------- | --------------------- | --------------------- | --------------------- |
| Алексис Байяр | Мужчины шпага | BELНейссер Лойола П 9–15  | завершил выступление  | завершил выступление  | завершил выступление  | завершил выступление  | завершил выступление  |
| Полин Брюннер | Женщины шпага | USAХэдли Хусисиан П 11–12 | завершила выступление | завершила выступление | завершила выступление | завершила выступление | завершила выступление |